# Distretto di Kabompo
Il distretto di Kabompo è un distretto dello Zambia, parte della Provincia Nord-Occidentale.
Il distretto comprende 22 ward:
- Chikenge
- Chikonkwelo
- Chiteve
- Chongo
- Dihamba
- Kabompo
- Kabulamema
- Kamafwafwa
- Kamisombo
- Kashinakaji
- Katuva
- Kaula
- Kawanda
- Kayombo
- Litoya
- Loloma
- Luli
- Lunsona
- Lunyiwe
- Manyinga
- Maveve
- Mumbeji